# Canton de Châteauneuf-en-Thymerais
Le canton de Châteauneuf-en-Thymerais est une ancienne division administrative française de l'arrondissement de Dreux située dans le département d'Eure-et-Loir et la région Centre-Val de Loire.

## Géographie
Ce canton était organisé autour de Châteauneuf-en-Thymerais dans l'arrondissement de Dreux. Il s'étendait sur 294,3 km2 et regroupait quatorze communes. Son altitude variait de 120 m (Fontaine-les-Ribouts) à 256 m (Favières) pour une altitude moyenne de 186 m. 
Le canton était composé essentiellement de terres agricoles et de forêts, notamment la forêt domaniale de Chateauneuf. 
Le canton appartenait à la région naturelle du Thymerais, une région du Perche.

## Histoire
L'histoire du canton est intimement liée à celle de son chef-lieu, Châteauneuf-en-Thymerais et par extension à celle du Thymerais.

## Administration

### Conseillers généraux de 1833 à 2015
| Période | Période      | Identité             | Étiquette    | Qualité |
| ------- | ------------ | -------------------- | ------------ | --- |
| 1945    | 1955         | Paul Martin          | Rad.-RGR     | Vétérinaire, ancien conseiller d'arrondissement |
| 1955    | 1979         | Émile Vivier         | SFIO puis PS | Directeur de Mutuelle d'assurances Député d'Eure-et-Loir (1945-1946) et (1967-1968) Sénateur d'Eure-et-Loir (1971-1980) Président du Conseil Général d'Eure-et-Loir (1960-1976) Maire de Châteauneuf-en-Thymerais (1945-1983) |
| 1979    | 2001 (décès) | Martial Taugourdeau  | RPR          | Médecin Député d'Eure-et-Loir (1978-1981) et (1986-1989) Sénateur d'Eure-et-Loir (1989-2001) Président du Conseil Général d'Eure-et-Loir (1986-2001) Maire de Tremblay-les-Villages (1971-2001)                               |
| 2001    | 2015         | Jean-Pierre Gaboriau | PS puis UDI  | Médecin généraliste Maire de Châteauneuf-en-Thymerais (1989-2020) |

### Tendances politique et résultats
Élections cantonales, résultats des deuxièmes tours
- Élections cantonales de 2011 [8]: 57,03 % pour Jean Pierre Ganoriau (DVD), 42,97 % pour Christelle Minard (UMP), 46,12 % de participation.
- Élections cantonales de 2004 [9]: 53,51 % pour Jean Pierre Gaboriau (DVG), 20,65 % pour Charles Schpiro (UMP), 64,27 % de participation.

### Conseillers d'arrondissement (de 1833 à 1940)
| Période                                  | Période      | Identité                           | Étiquette | Qualité |
| ---------------------------------------- | ------------ | ---------------------------------- | --------- | --- |
| 1833                                     | 1834 (décès) | Nicolas Louis Vigneron (1771-1834) |           | Propriétaire, ancien maire de Gastelles                                                                     |
| 1834                                     | 1839         | Jacques Charles Luras (1775-1845)  |           | Propriétaire au Boullay-Deux-Églises                                                                        |
| 1839                                     | 1848         | Henri Guillaume Rocque (1796-1864) |           | Propriétaire, cultivateur, marchand de laine à Maillebois et à Dampierre-sur-Blévy                          |
|                                          |              |                                    |           | |
| 1919                                     | 1925         | Louis Huveau                       | Radical   | Maire de Tremblay-le-Vicomte                                                                                |
| 1925                                     | 1940         | Paul Martin                        | Radical   | Vétérinaire                                                                                                 |
| 1940                                     |              |                                    |           | Les conseils d'arrondissement ont été suspendus par la loi du 12 octobre 1940 et n'ont jamais été réactivés |
| Les données manquantes sont à compléter. |              |                                    |           | |

## Composition
Le canton de Châteauneuf-en-Thymerais regroupait quatorze communes et comptait 10 789 habitants (recensement de 2011).
| Communes                    | Population (2012) | Code postal | Code Insee |
| --------------------------- | ----------------- | ----------- | ---------- |
| Ardelles                    | 218               | 28170       | 28008      |
| Le Boullay-les-Deux-Églises | 249               | 28170       | 28053      |
| Châteauneuf-en-Thymerais    | 2 618             | 28170       | 28089      |
| Favières                    | 531               | 28170       | 28147      |
| Fontaine-les-Ribouts        | 233               | 28170       | 28155      |
| Maillebois                  | 970               | 28170       | 28226      |
| Puiseux                     | 126               | 28170       | 28312      |
| Saint-Ange-et-Torçay        | 281               | 28170       | 28323      |
| Saint-Jean-de-Rebervilliers | 226               | 28170       | 28341      |
| Saint-Maixme-Hauterive      | 448               | 28170       | 28351      |
| Saint-Sauveur-Marville      | 924               | 28170       | 28360      |
| Serazereux                  | 542               | 28170       | 28374      |
| Thimert-Gâtelles            | 1 165             | 28170       | 28386      |
| Tremblay-les-Villages       | 2 258             | 28170       | 28393      |

## Démographie
| 1962  | 1968  | 1975  | 1982  | 1990  | 1999  | 2006   | 2011   | 2012   |
| ----- | ----- | ----- | ----- | ----- | ----- | ------ | ------ | ------ |
| 7 195 | 6 761 | 6 885 | 7 489 | 8 366 | 9 194 | 10 173 | 10 789 | 10 909 |

### Pyramide des âges
| \| Hommes \| Classe d’âge \| Femmes \| \| ------ \| ------------ \| ------ \| \| 305 \| 75 à plus \| 450 \| \| 559 \| 60 à 74 \| 649 \| \| 977 \| 45 à 59 \| 951 \| \| 1 259 \| 30 à 44 \| 1 204 \| \| 830 \| 15 à 29 \| 889 \| \| 1 243 \| 0 à 14 \| 1 141 \| |              |        |
| Hommes | Classe d’âge | Femmes |
| 305 | 75 à plus    | 450    |
| 559 | 60 à 74      | 649    |
| 977 | 45 à 59      | 951    |
| 1 259 | 30 à 44      | 1 204  |
| 830 | 15 à 29      | 889    |
| 1 243 | 0 à 14       | 1 141  |

## Logement
D'après l'INSEE, la part des résidences principales dans le canton était en 2008 de 83,7 % et la part des résidences secondaires (y compris les logements occasionnels) était de 10,6 %. Toujours la même année, la part des ménages propriétaires de leur résidence principale dans le canton s'élevait à 75,6 %.

## Économie

### Revenu
Selon les données de la DGFiP le revenu net déclaré moyen par foyer fiscal du canton en 2009 s'élevait à 23 349 €. Toujours selon ces données, 58,9 % de l'ensemble des foyers fiscaux étaient imposables en 2009. L'INSEE fixait en 2009 la médiane du revenu fiscal des ménages par unité de consommation à 19 079 €.

### Emploi
Répartition de la population active par catégories socioprofessionnelles (recensement de 2008-1999)
|                             | Agriculteurs | Artisans, commerçants, chefs d'entreprise | Cadres, professions intellectuelles | Professions intermédiaires | Employés | Ouvriers |
| --------------------------- | ------------ | ----------------------------------------- | ----------------------------------- | -------------------------- | -------- | -------- |
| 2008                        | 3,08 %       | 6,01 %                                    | 9,03 %                              | 24,53 %                    | 27,00 %  | 29,43 %  |
| 1999                        | 4,64 %       | 6,03 %                                    | 6,59 %                              | 21,24 %                    | 27,36 %  | 33,67 %  |
| Sources des données : INSEE |              |                                           |                                     |                            |          |          |

Répartition des emplois par domaine d'activité (recensement de 2008-1999)
|                             | Agriculteurs | Industrie | Construction | Commerce transports services divers | Administration publique enseignement action sociale |
| --------------------------- | ------------ | --------- | ------------ | ----------------------------------- | --------------------------------------------------- |
| 2008                        | 7,6 %        | 25,0 %    | 13,8 %       | 33,8 %                              | 19,9 %                                              |
| 1999                        | 10,1 %       | 30,2 %    | 8,7 %        | 29,4 %                              | 21,6 %                                              |
| Sources des données : INSEE |              |           |              |                                     |                                                     |